# Резолюция Совета Безопасности ООН 993
Резолюция Совета Безопасности ООН 993 — резолюция Совета Безопасности ООН, единогласно принятая 12 мая 1995 года, после принятия всех резолюций по ситуации в Грузии, в частности 971 (1995), Совет Безопасности обсудил усилия по политическому урегулированию ситуации между Грузией и Абхазией и продлил мандат Миссии ООН по наблюдению в Грузии (UNOMIG) до 12 января 1996 года.

## Содержание
Совет Безопасности счёл, что достигнут недостаточный прогресс в достижении политического согласия. Были поддержаны консультации относительно новой конституции Грузии. Было также подтверждено, что все беженцы и депортированные лица имеют право вернуться, осуждая решение абхазских властей за препятствование этому процессу. Возвращение беженцев в Гали было бы первым шагом вперёд. Обеим сторонам было настоятельно предложено соблюдать международное гуманитарное право. Кроме того, было признано, что программы гуманитарной помощи страдают от нехватки финансирования. Было подтверждено прекращение огня, которое всё же наблюдалось, хотя в Гальском районе по-прежнему совершались нападения на гражданских лиц.
После продления мандата UNOMIG до 12 января 1996 года Совет Безопасности предложил сторонам конфликта добиться прогресса в переговорах. Между тем, власти Абхазии должны были обеспечить ускоренное добровольное возвращение беженцев. Совет Безопасности приветствовал дополнительные меры, принятые UNOMIG и миротворческими силами из Содружества Независимых Государств (СНГ) в Гальском районе. Генеральному секретарю Бутросу Бутрос-Гали было предложено рассмотреть пути улучшения уважения прав человека в регионе.
Всем странам-членам было настоятельно предложено вносить вклад в фонд для оказания гуманитарной помощи и осуществления существующих договорённостей, в частности в отношении разминирования. Каждые три месяца Генеральный секретарь должен был отчитываться перед Советом Безопасности о положении в Грузии и Абхазии и операциях UNOMIG.